# مبارك بن قران المنصوري
يعد الشيخ مبارك بن قران بن راشد آل مانع المنصوري أحد الشخصيات المؤثرة والمهمة التي رافقت مؤسس دولة الإمارات العربية المتحدة ورئيسها الشيخ زايد بن سلطان آل نهيان، منذ مطلع ستينيات القرن العشرين وإلى أواخر أيامه، حيث لم يكن مرافقًا شخصيًا له فحسب، بل أحد المقربين منه. وقد كان يملك علاقة طيبة مع الشيخ زايد، امتدت إلى غاية وفاة الأخير. وكان للشيخ مبارك بن قران المنصوري الكثير من المواقف واللقاءات التي جمعته بمؤسس دولة الإمارات، قائلاً على الدوام «لو أقضي سنوات في وصفه، فلن أوفيه حقه على الإطلاق».
ولد المنصوري في عام 1939، في منطقة الظفرة في أبوظبي، وهو شيخ قبيلة المناصير، وهي إحدى أهم القبائل في الإمارات والسعودية وقطر.

## المناصب
شغل الشيخ المنصوري منصب رئيس لجنة المصالحة التابعة لدائرة القضاء، بالمنطقة الغربية منذ 2007، كما كان عضوًا في المجلس الاستشاري الوطني.

## تكريم
كرم الشيخ محمد بن زايد آل نهيان الشيخ مبارك المنصوري، في مارس/آذار من عام 2018، بجائزة أبوظبي، حيث حصل على “وسام أبوظبي”، والذي يمثل أرفع تكريم مدني للشخصيات التي كانت لها إسهامات في مختلف المجالات.

## الوفاة
توفي الشيخ مبارك يوم 2 يوليو 2018، وصُلي عليه بجامع الرحمة بمدينة بني ياس في إمارة أبوظبي، ودفن في مقبرة بني ياس، وكان مجلس العزاء في أبوظبي بمنطقة الروضة. وأعرب الشيخ محمد بن زايد آل نهيان، عن تعازيه في وفاة رفيق درب ومسيرة مؤسس دولة الإمارات الشيخ زايد بن سلطان آل نهيان، فقال عبر حسابه الرسمي على تويتر: «إيماناً بقضاء الله وقدره فقدت الإمارات اليوم رجلاً من رجالاتها الأوفياء ووجها من وجوه الوطن المضيئة، رحم الله مبارك بن قران المنصوري كان الوفي والمعين والصديق لمؤسس الدولة رفيق دربه ومسيرته، صاحب الرأي السديد والحكمة الصائبة والمشورة الراجحة، تغمده الله بواسع رحمته ورضوانه».